# Maudie
Maudie is een Iers-Canadese biografische film uit 2016, geregisseerd door Aisling Walsh met Sally Hawkins en Ethan Hawke in de hoofdrollen. De film is gebaseerd op het leven van de Canadese volkskunstenares Maud Lewis.

## Verhaal
Nova Scotia, jaren 1930, de teruggetrokken visboer Everett Lewis (Ethan Hawke) zoekt via een advertentie een inwonend huishoudster. De fragiele Maud Dowley biedt zich aan en hoewel ze lijdt aan reumatoïde artritis waardoor haar handen misvormd zijn, neemt hij haar aan. Maud verlangt ernaar om onafhankelijk door het leven te gaan weg van haar beschermende tante waar ze inwoont en verder creatief bezig te zijn met haar schilderkunst. Onverwacht wordt Everett verliefd op haar en korte tijd later trouwen ze en gaan in het eenkamerhuis van Everett wonen zonder elektriciteit en stromend water. Maud begint te schilderen op diverse oppervlakken zoals houtvezelplaten, koekjesdozen en hardboard. Lewis was een productieve kunstenaar en beschilderde min of meer elke beschikbare oppervlakte in hun kleine huis, muren, deuren, broodbakken, de trap en zelfs de kachel. Ze bedekte het simpele behang volledig met dunne stengels, bladeren en bloesems. Everett moedigde Lewis aan om te schilderen en kocht haar haar eerste set olieverf. Wanneer er op een dag iemand voor enkele dollars een schilderij van haar koopt, beslissen ze om een bord aan de deur te zetten waarop ze schilderijen te koop aanbieden. Vanaf 1945 beginnen mensen bij het huis van Lewis in Marshalltown te stoppen langs Highway no.1, de belangrijkste snelweg en toeristische route in westelijk Nova Scotia, en kopen haar schilderijen voor twee of drie dollar.

## Rolverdeling

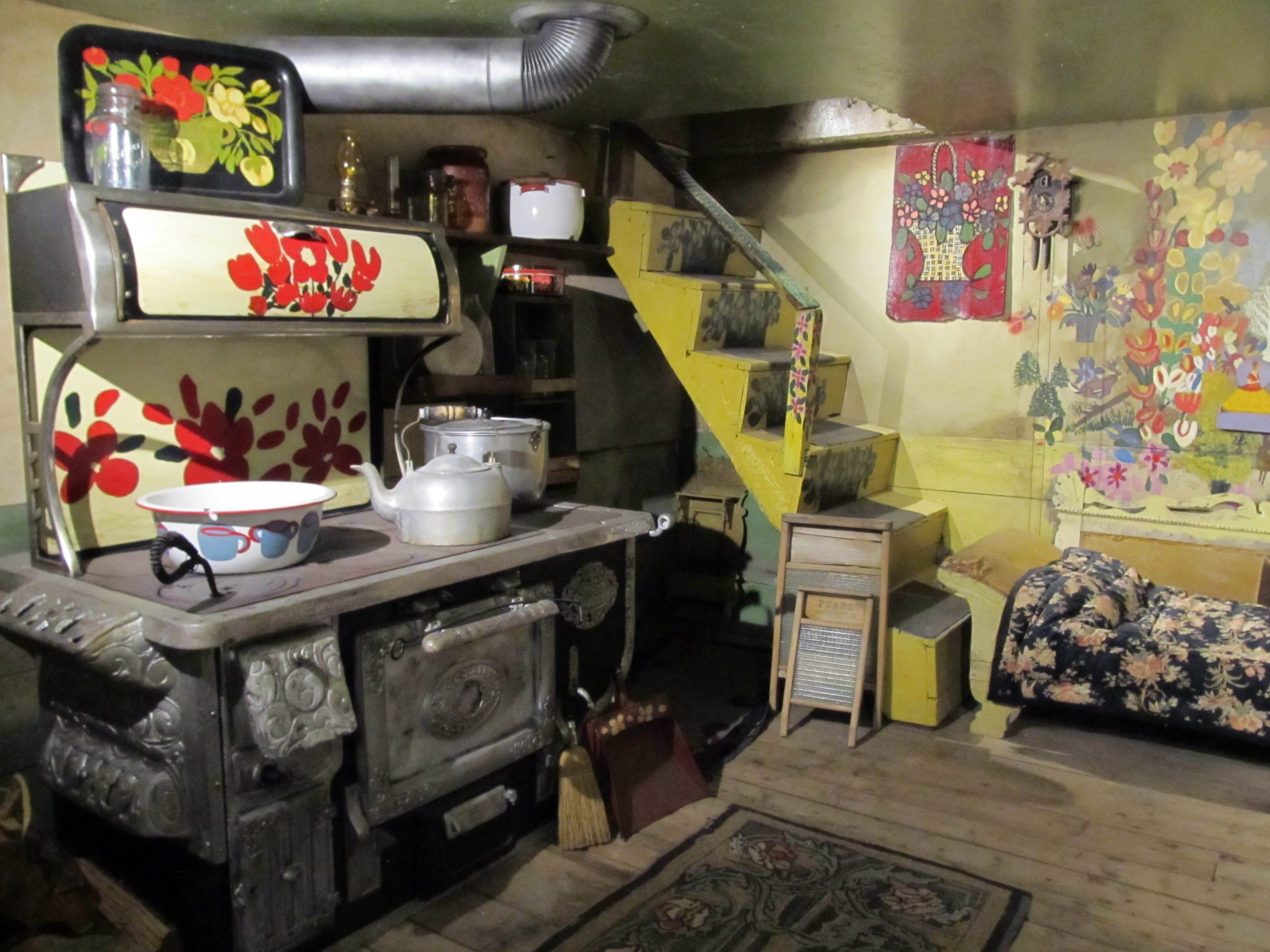
Het Maud Lewis House

| Acteur          | Personage     |
| --------------- | ------------- |
| Sally Hawkins   | Maud Lewis    |
| Ethan Hawke     | Everett Lewis |
| Kari Matchett   | Sandra        |
| Zachary Bennett | Charles       |
| Gabrielle Rose  | Tante Ida     |
| Greg Malone     | Mr. Hill      |

## Productie
Maudie ging op 2 september 2016 in première op het Filmfestival van Telluride. De film kreeg overwegend positieve kritieken van de filmcritici met een score van 89% op Rotten Tomatoes.